# Elecciones a la Asamblea de la Isla Nieves de 2022
Las elecciones a la Asamblea de la Isla Nieves de 2022 tuvieron lugar el 12 de diciembre del mencionado año con el objetivo de renovar los cinco escaños electos de la Asamblea de la Isla Nieves, que junto a los tres miembros designados ejercerían sus funciones por el período 2022-2027. Se trató de las décimas elecciones que tenían lugar en Nieves desde la independencia de la Federación de San Cristóbal y Nieves en 1983, lo que además había otorgado autonomía a la isla y devenido en la creación de la Asamblea.
El Premier Mark Brantley, del gobernante Movimiento de los Ciudadanos Responsables (CCM), buscó un segundo mandato de cinco años en el poder. Mientras tanto, los comicios vieron el retiro de Joseph Parry del liderazgo del opositor Partido Reformista de Nieves (NRP) después de casi treinta años al frente de la oposición. Inicialmente sucedido por Robelto Hector (que había perdido su escaño en las elecciones de 2017), finalmente este fue suplantado por Janice Daniel-Hodge, hija del primer Premier de Nieves y fundador del partido Simeon Daniel, convirtiéndose en la primera mujer en la historia de Nieves en liderar un partido político. Asimismo, cuatro de los cinco candidatos del partido fueron mujeres. La elección también vio la participación del pequeño Movimiento de Restauración Moral (MRM) en dos circunscripciones de Saint John Figtree y Saint James Windward, la primera elección desde la autonomización de Nieves en la que un tercer partido presentó candidaturas.
Los comicios vieron al CCM revalidar su mayoría absoluta por escaso margen, obteniendo el 52,39% de los votos válidamente emitidos contra el 47,23% del NRP y un 0,37% del MRM, reteniendo tres escaños contra dos del NRP. Daniel-Hodge logró ser electa en Saint James Windward por una diferencia de 8 votos, convirtiéndose en la primera mujer en ocupar el cargo de líder de la Oposición e infligiendo al CCM su primera derrota en dicho distrito desde 1987, aunque su victoria también la convirtió en la primera persona en ganar un escaño en la Asamblea de la Isla Nieves con menos de la mitad de los votos válidos emitidos en la circunscripción. Cleone Stapleton Simmonds fue elegida para suceder a Parry en el bastión del NRP en Saint Thomas Lowland, por lo que la bancada del NRP fue compuesta exclusivamente por mujeres. Aunque el CCM superó al NRP por 387 sufragios en términos de voto popular, la elección se definió a su favor gracias a un triunfo mucho más estrecho en la circunscripción de Saint Paul Charlestown, de tan solo 27 votos. La participación fue de solo el 57,60% del electorado registrado, siguiendo la tendencia a la baja desde las anteriores elecciones.

## Sistema electoral
La Isla Nieves forma parte de la Federación de San Cristóbal y Nieves, la federación más pequeña del mundo y un sistema federal atípico en el que Nieves goza de importante autonomía mientras que el gobierno central se ubica en la más grande isla de San Cristóbal, que no goza de administración local propia. Como una democracia parlamentaria basada en el sistema Westminster, la Administración de la Isla Nieves se compone de una Asamblea local electa y un gabinete encabezado por un Premier responsable ante la misma. La Asamblea se compone de ocho escaños, de los cuales cinco son elegidos directamente por la población por medio de escrutinio mayoritario uninominal. Cada una de las cinco parroquias de Nieves (Saint Paul Charlestown, Saint John Figtree, Saint George Gingerland, Saint James Windward y Saint Thomas Lowland) actúa como circunscripción electoral y elige un miembro de la Asamblea por voto directo a simple mayoría de votos, con un mandato máximo de cinco años. El líder del partido que logre la confianza de tres miembros electos asume como Premier de Nieves, mientras que el líder de la fuerza opositora con más escaños asume como líder de la Oposición. Los otros tres miembros de la Asamblea son designados después de la elección por el Gobernador general de San Cristóbal y Nieves, dos a propuesta del Premier y uno a propuesta del líder de la Oposición.

## Resultados

### Nivel general
|  | 52.39 % |

|  | 47.23 % |

|  | 0.37 % |

|  | 99.32 % |

|  | 0.68 % |

|  | 100.00 % |

|  | 57.60 % |

### Resultados por circunscripción
|  | 51.09 % |

|  | 48.91 % |

|  | 99.60 % |

|  | 0.40 % |

|  | 100.00 % |

|  | 53.98 % |

|  | 52.67 % |

|  | 46.77 % |

|  | 0.56 % |

|  | 99.01 % |

|  | 0.99 % |

|  | 100.00 % |

|  | 56.14 % |

|  | 70.32 % |

|  | 29.68 % |

|  | 99.05 % |

|  | 0.95 % |

|  | 100.00 % |

|  | 58.13 % |

|  | 49.90 % |

|  | 49.37 % |

|  | 0.73 % |

|  | 99.47 % |

|  | 0.53 % |

|  | 100.00 % |

|  | 57.85 % |

|  | 58.36 % |

|  | 41.64 % |

|  | 99.75 % |

|  | 0.25 % |

|  | 100.00 % |

|  | 64.43 % |